# فیلیپ کازنوف
فیلیپ کازنوف (انگلیسی: Philip Casnoff؛ زادهٔ ۳ اوت ۱۹۴۹) یک تهیه‌کننده، بازیگر سینما، کارگردان، و هنرپیشه اهل ایالات متحده آمریکا است.
از فیلم‌های معروف او می‌توان به بازی در فیلم دختران مادی اشاره کرد.